# Ebikeshop

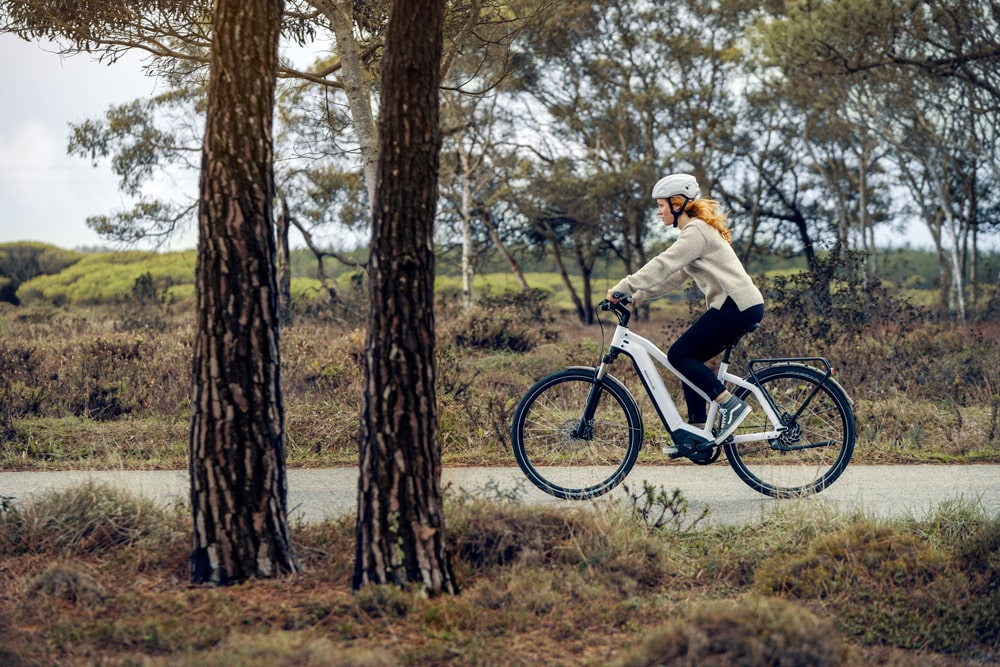
ebikeblog

Az Ebikeshop egy elektromos kerékpárokat kínáló vállalat, amelyet 2011-ben alapítottak. Az eredetileg elektromos átalakító készleteket forgalmazó cég mára piacvezető szakkereskedéssé, a prémium elektromos kerékpárok megbízható forrásává vált. Az üzlet egyedi választékot kínál, melyben a legnépszerűbb modellek mellett több olyan márka ebike-jai is megtalálhatók, amelyeket kizárólagos importőrként csak az Ebikeshop hálózatán keresztül szerezhetünk be ma Magyarországon. A vállalat arra törekszik, hogy megfeleljen az ügyfelei modern igényeinek és magas elvárásainak mind a személyes, mint az online ebike-vásárlás terén. A szakértő munkatársai mindig készséggel állnak rendelkezésre, hogy segítsenek megtalálni az ideális elektromos kerékpárt. Az Ebikeshop elkötelezett a minőség és a szakértelem iránt, és ezek az értékek vezérlik tevékenységüket mind a mai napig.

## Történet és fejlődés
Szatzger Ákos, a mai Ebringa Zrt. (ekkor Velosat Kft.) alapító-tulajdonosa és vezérigazgatója 2011-ben létrehozta az ebikeshop.hu internetes webáruházat. A webshop ekkor még elektromoskerékpár-átalakítókat forgalmazott, ám hamarosan kibővült majd átalakult a profilja, mára pedig az ország egyik piacvezető ebike-szakkereskedésévé vált.
Az Ebikeshop a következő években fokozatosan bővült és fejlődött. 2013-ban megnyitották az első fizikai üzletüket a budapesti Zsolt utcában, ahol 20 elektromos kerékpár képezte a teljes készletet a mindössze 40 m2-es területen. Az üzleti siker és a piaci kereslet növekedése miatt 2015-ben az Ebikeshop átköltözött egy nagyobb területre, az M7 bevezetőjénél található 180 m2-es Honda szalonba, ahol már több mint 130 elektromos kerékpárt tarthattak készleten.
A cég első komolyan partneri együttműködését 2015 végén érte el, amikor a KTM elektromos kerékpárok legnagyobb magyarországi forgalmazójává vált, valamint az M1 Sporttechnik és BH elektromos kerékpárok kizárólagos magyarországi forgalmazója lett.
A növekedés folytatódott: a bolt 2017-ben új helyre, Törökbálintra költözött, ahol létrejött a ma is a vállalat központjának számító törökbálinti flagship store és a központi logisztikai raktár, amely ekkor már több mint 1000 m2-es területen helyezkedett el.
A következő években az Ebikeshop tovább bővült és sok új kezdeményezést indított. 2018-ban megrendezték az első Pedelec Parádét Törökbálinton, amelynek során bemutatták a prémium elektromos bicikli modelleket és kiegészítőket. A Pedelec Parádé hatalmas siker volt, már ekkor több mint 1500 látogatóval.
2019-ben az Ebikeshop megszerezte a Bosch Tréner licencet, lehetővé téve a kereskedők Bosch rendszerre történő oktatását. Ezenkívül megnyitották második üzletüket Miskolcon.
2020-ban az Ebikeshop további mérföldköveket ért el. Importőreivé váltak a Haibike és Winora kerékpároknak, valamint az Uebler kerékpárhordozónak. Ezenkívül nagykereskedelmi üzletági hálózatot hoztak létre, és további üzleteket nyitottak Pesten, Pécsen, Győrben, Veszprémben és Debrecenben.
Az Ebikeshop a fejlődés és növekedés mellett kiemelten foglalkozik az ügyfélszolgálattal és az edukálással. 2021 óta évente Bosch [ez legyen Wiki oldal hivatkozás: Bosch csoport] kereskedői képzéseket tartanak több száz résztvevő számára. Emellett számos eduaktív tartalmat (videók, posztok) készítettek, hogy segítsék az elektromos kerékpárok terjedését és állagmegóvását Magyarországon [ez legyen egy Wiki oldal hivatkozás].
2023-ban az Ebikeshop megalkotta első saját márkás elektromos kerékpárját, a Rideonic ebike-okat, és elindította a Renobike programot, amelyen keresztül ma már használt kerékpárok beszámításával és értékesítésével is foglalkozik. A szintén ezévben bevezetett árgarancia program pedig a minőség mellett most már a versenyképes árakat is garantálja.

## Forgalmazott termékek
Ebikeshop kizárólag középmotoros, nyomatékszenzoros ebike-okat forgalmaz, nagy elektromos bicikli választékával széles ügyfélpalettát céloz meg. Az elektromoskerékpár-kínálatuk magában foglalja a különböző típusokat és kategóriákat, mint például a trekking, városi, MTB, cargo és összecsukható pedeleceket. Az Ebikeshop kerékpárjai kiváló minőségűek és megbízhatóak, és a legújabb technológiákat és innovációkat tartalmazzák a hatékony és kényelmes bringázás érdekében. A kínálatukban megtalálhatók a magas teljesítményű motorok, kényelmes ülések, erős vázak és kiváló fékek.

### Kiemelt ebike-márkái
- Brennabor
- Gepida
- Ghost
- Haibike
- Hercules
- Kayza
- KTM
- M1 Sporttechnik
- Rideonic
- Riese und Müller
- Specialized
- Victoria

Az Ebikeshop ma már nemcsak kerékpárokat, hanem magas minőségű kiegészítőket is kínál. Például a váltókat, fékeket, lámpákat, zárakat, csomagtartók, kitámasztókat és bukósisakokat, amelyeket az ügyfelek az egyéni igényeik szerint választhatnak.

### Kiemelt kiegészítő- és alkatrészmárkái
- ABUS
- Basil
- Bosch
- Casco
- KMC
- KLICKfix
- KTM
- Magura
- Schwalbe
- Shimano
- Specialized
- Sram
- Supernova
- Uebler
- XLC

## Szolgáltatások

### Offline
- Ebike-bérlés
- Ebike-sizer
- Ebike-szakszerviz*
- Flottakezelés
- Hitel- és lízingügyintézés
- Bosch kereskedői tréning

### Online
- Bringaválasztó
- Hatótáv-kalkulátor
- MI alapú ügyfélszolgálat
- Vázméret-kalkulátor
- Elektromoskerékpár-kisokos

A szervizszolgáltatások magukban foglalják a karbantartást, javítást, alkatrészbeszerzést és garanciális szolgáltatásokat.

## Vásárlási élmény
Az Ebikeshop ügyfélcentrikus megközelítést alkalmaz a vásárlási élmény biztosítása érdekében. Az ügyfelek számára többféle lehetőséget kínálnak a vásárlásra, beleértve az online rendelést és az üzletekben történő vásárlást.
Az online vásárlás folyamata egyszerű és kényelmes az Ebikeshop weboldalán keresztül. A honlapon a látogatók könnyedén áttekinthetik a különböző elektromos kerékpárok és kiegészítők kínálatát. Az ügyfeleknek lehetőségük van választani a kívánt modell, méret és egyéb jellemzők alapján. Az online rendelés során az ügyfelek adatait biztonságosan kezelik, és a fizetési lehetőségek között választhatnak, például bankkártyás vagy átutalásos fizetés. Az Ebikeshop gondoskodik a gyors és biztonságos szállításról is a megrendelt termékekhez.
Az üzletekben történő vásárlás is nagyszerű lehetőséget kínál az ügyfeleknek. Az Ebikeshop boltjaiban tapasztalt és segítőkész személyzet áll az ügyfelek rendelkezésére, akik szakértő tanácsokkal és segítségnyújtással segítik a vásárlókat a legmegfelelőbb elektromos kerékpár kiválasztásában. Az ügyfelek megtekinthetik és kipróbálhatják a különböző modelleket, valamint részletes információkat kapnak az egyes kerékpárokról.
Az Ebikeshop fontosnak tartja az ügyfelek elégedettségét és bizalmát, ezért biztosítja a garanciális szolgáltatást és az ügyfélszolgálatot. Az ügyfelek részletes információkat kapnak a garanciális feltételekről, és ha bármilyen probléma vagy kérdés merül fel a vásárlás után, az Ebikeshop segítséget nyújt a gyors és hatékony megoldáshoz. Az ügyfélszolgálati csapat készséggel válaszol az ügyfelek kérdéseire és igényeire, és segít a termékekkel kapcsolatos bármilyen probléma esetén.

## Márkakapcsolatok és partnerek
- Bosch: hivatalos szakszerviz és kereskedelmi tréner
- Haibike: kiemelt magyarországi forgalmazó
- KTM: kiemelt magyarországi forgalmazó
- Rideonic: márkatulajdonos
- Riese & Müller: kizárólagos magyarországi forgalmazó
- Specialized: kizárólagos magyarországi forgalmazó
- Uebler: kizárólagos magyarországi importőr
- Winora: kiemelt magyarországi forgalmazó